# Martin Stieger
Martin G. Stieger (* 1960 in München, Bayern) ist ein österreichischer Wirtschaftspädagoge und Bildungsunternehmer. Seit 2020 ist er Rektor der Allensbach Hochschule in Konstanz, seit 2017 dort Inhaber einer Professur für Berufsbildung und Wirtschaftspädagogik.

## Ausbildung und wissenschaftliches Wirken
Nach Ablegen der Reifeprüfung an der Handelsakademie in Wels sowie einer sich daran anschließenden Ausbildung zum Milizoffizier beim österreichischen Bundesheer absolvierte Stieger ein Studium der Rechts-, Politik-, Sozial- und Wirtschaftswissenschaften an den Universitäten Linz, Salzburg sowie Wien (WU). Im Jahre 2002 wurde Stieger an der Universität Salzburg zum Dr. phil. in Politikwissenschaft und Geschichte promoviert, im Jahre 2014 erfolgte eine weitere Promotion zum Dr. paed. in Pädagogik.
Seit 2017 ist er Professor für Berufsbildung und Wirtschaftspädagogik an der Allensbach Hochschule Konstanz.